# Vůz Bmteeo290, 293 ČD
Vozy Bmteeo290 a Bmteeo293 (50 54 26-18) byly řadami patrových velkoprostorových osobních vozů druhé třídy z vozového parku Českých drah. Všechny tyto vozy byly vyrobeny v roce 1976 ve vagonce Waggonbau Görlitz pro tehdejší ČSD a zmodernizovány v roce 2001 a 2009 v ŽOS Nymburk.

## Technické informace
Jednalo se o patrové vozy o délce 26 800 mm. Měly podvozky Görlitz VI K se špalíkovými brzdami. Jejich maximální povolená rychlost byla 100 km/h.
Vozy měly dvoukřídlé vnější nástupní dveře ovládané pákou (kód 290) nebo tlačítkem (kód 293). V kombinaci s nízkopodlažností v dolním patře vozy umožňovaly snadnou přepravu tělesně postižených (ale patřičně přizpůsobené WC neměly), dětských kočárků a jízdních kol. Okna v dolním patře byla výkopná dovnitř v horní třetině, okna v horním patře byla v dolní třetině vytahovací směrem nahoru.
Vozy měly sedačky přečalouněny látkovým potahem a poskytovaly celkem 126 míst k sezení.
Nátěr byl šedý se širokým modrým pruhem pod a nad dolními okny.

## Modernizace
Vůz Bmteeo290 byl zmodernizován v roce 2001 z původního vozu Bmto292 č. 124. Předmětem modernizace bylo dosazení CZE, oprava WC, přeplyšování sedaček, nový mechanizmus zavírání dveří apod.
Všechny tři vozy Bmteeo293 vznikly v roce 2009 z vozů Bmto292 (č. 103, 104, 116). Rozsah modernizace byl podobný jako u vozu řady Bmteeo290. Mimo to byly upraveny dveře vozů, které jsou u těchto vozů ovládány tlačítky. Tlačítky je ovládáno i vodní zařízení na WC.
V rozmezí let 2010–2011 byly modernizovány všechny tři vozy Bmteeo293, jediný vůz Bmteeo290 a 12 vozů Bmto292 na novou řadu Bdmteeo294. Vozům byl mimo výše zmíněného ještě kompletně zrenovován interiér.

## Provoz
Vozy jezdily na stejných výkonech jako jejich nezmodernizované verze Bmto292.
V roce 2011 tyto řady zanikly, protože všechny vozy byly podruhé zmodenizovány a byly přeznačeny na řadu Bdmteeo294.